# Forschungseinrichtung für experimentelle Medizin
Die Forschungseinrichtung für experimentelle Medizin der Charité, ehemals Zentrale Tierlaboratorien der Freien Universität Berlin, ist ein wissenschaftliches Forschungsgebäude. Das Gebäude gehört seit 2003 zur Charité und beherbergte bis 2019 den Hauptsitz der gleichnamigen Zentraleinrichtung. Umgangssprachlich ist das Gebäude als Mäusebunker bekannt.

## Lage
Gemeinsam mit dem Klinikum Steglitz (Universitätsklinikum Benjamin Franklin) und dem Institut für Hygiene und Umweltmedizin bildet die Forschungseinrichtung den zentralen Bereich des Campus Benjamin Franklin der Charité in Berlin-Lichterfelde. Sie steht an der Krahmerstraße, zwischen Hindenburgdamm und Teltowkanal. Der längliche Bau hat in etwa eine Nord-Süd-Ausrichtung mit der nördlichen Giebelseite an der Krahmerstraße; der südliche Giebel zeigt in Richtung Bäkestraße.

## Baubeschreibung
Bei der Gesamtform des Gebäudes handelt es sich um ein typisches Beispiel des Brutalismus, es besteht aus einem in die Länge gezogenen und verkippten Pyramidenstumpf, dessen Oberfläche vollkommen aus Sichtbeton besteht. Besonderes Merkmal sind die blau lackierten Belüftungsrohre, die an vielen Stellen weit aus den Längsfassaden herausragen und den Betrachter an Geschützrohre denken lassen. Fassadenöffnungen an den Längsseiten sind als dreieckige Fensterelemente ausgeführt, deren Tetraeder ebenfalls aus der Fassadenebene hervortreten. Eine Besonderheit besteht in der Dimensionierung des Lüftungssystems. Jedes zweite Geschoss ist als Technikgeschoss ausgeführt, um so große raumlufttechnische Anlagen zu beherbergen. Der Abstand von Geschossoberdecke zu Geschossoberdecke unterscheidet sich jeweils danach, ob es sich um ein Technikgeschoss (2,70 m) oder ein Regelgeschoss (3,20 m) handelt. Die innere Struktur ist kleinteilig und besitzt eine große Anzahl zellenartiger Räume. Im Inneren wurde viel Edelstahl verwendet, vor allem bei Türen und Wandverkleidungen der Labore.

## Nutzung
Bis 2020 war das Gebäude sowohl Ort für Tierversuche als auch Ort der Aufzucht der Versuchstiere; es enthält Labore, Büros und Tierställe. Wegen Havariegefährdung, Asbestbelastung und nicht wirtschaftlicher Sanierungskosten beschloss die Charité 2012, einen Ersatzbau auf dem Campus Berlin-Buch zu errichten. Die Bauarbeiten in Berlin-Buch begannen 2015; das neue Gebäude der Forschungseinrichtung Experimentelle Medizin wurde 2019 in Betrieb genommen. Das Gebäude in der Krahmerstraße wurde daraufhin aufgegeben.

## Planung und Bau
Der Planungsbeginn der Forschungseinrichtung ist nicht eindeutig belegbar. Angaben in der Literatur nennen als Planungsbeginn 1965, 1966 oder 1967. Ein vollständiger Gebäudeentwurf lag spätestens 1967 vor. Baubeginn war 1971, jedoch wurde der Bauprozess wegen hoher Kostenüberschreitung von 1975 bis 1978 unterbrochen. Fertigstellung war erst 1981. Der Entwurf stammt von dem Ehepaar Gerd Hänska (1927–1996) und Magdalena Hänska. Bei der Ausführung arbeitete Gerd Hänska mit dem Architekten Kurt Schmersow zusammen. Um die Konstruktion und Materialien der Fassaden zu testen, errichtete man zuerst einen Versuchsbau an der Bäkestraße. Dieser sogenannte Kleine Mäusebunker wurde bereits abgerissen.

## Rezeption
Die öffentlichen Reaktionen auf das Gebäude waren zu allen Zeiten kontrovers. Die Kritik richtete sich gegen die Nutzung für Tierversuche, gegen die hohen Kosten und gegen die wehrhafte Gestaltung als Betonpyramide. Besondere Bedeutung hat das Gebäude erlangt, seit die Phase der späten Nachkriegsmoderne zum Gegenstand für Architekturgeschichte und Denkmalpflege geworden ist. Die gestiegene Wertschätzung für Bauten des Brutalismus hat dazu geführt, dass die Aufmerksamkeit für die Forschungseinrichtung stark zugenommen hat. An mehreren Stellen ist das Gebäude als eines der bedeutenden Beispiele für Brutalismus in Deutschland bezeichnet worden.

## Abrissdebatte und Denkmalschutz
Im Juli 2017 reichte die Charité bei der Bauaufsichtsbehörde eine Beseitigungsanzeige für die Forschungseinrichtung Experimentelle Medizin sowie für das gegenüberliegende ehemalige Institut für Hygiene und Mikrobiologie ein, an deren Stelle weitere Neubauten für einen Forschungscampus entstehen. Im Folgenden begann die behördliche Prüfung der Denkmalbedeutung der beiden Gebäude. Im November 2019 erklärte der Landesdenkmalrat, beide Gebäude stellten „unbestreitbar bedeutende bauliche Manifestationen ihrer Zeit dar“, und empfahl den Erhalt des Ensembles.
2019 wurden die Abrisspläne der Charité in der Öffentlichkeit bekannt. Damit begann eine öffentliche Debatte um den Erhalt des Gebäudes. Zu den Befürwortern des Abrisses gehörte die Berliner CDU.
Gegen die Abrisspläne wandten sich bekannte Architekten wie Gunnar Klack und der Kunsthistoriker Felix Torkar sowie die frisch gegründete Initiative „Mäusebunker“, die mit einer im März 2020 gestarteten Petition Denkmalschutz für das Gebäude und das benachbarte Hygieneinstitut forderte.
Weitere Architekten und Architekturhistoriker sprachen sich in offenen Briefen an den Regierenden Bürgermeister von Berlin Michael Müller für den Erhalt aus. Im April 2020 nahm die Charité vorerst von ihren Abrissbestrebungen Abstand. Im Rahmen eines Ideenworkshops zur Zukunft des Gebäudes schlugen Berliner Architekturstudenten u. a. die Nachnutzung als Boulder-Halle oder Serverfarm vor. Im Mai 2020 boten Arno Brandlhuber und Johann König an, das Areal nach dem Vorbild des erfolgreichen Umbaus der Berliner St.-Agnes-Kirche zu kaufen bzw. durch Erbbaurecht zu übernehmen und zu einem Kulturzentrum umzubauen. Im Dezember 2020 einigten sich die Charité und das Landesdenkmalamt darauf, Abrisspläne und Denkmalschutzprüfung bis Herbst 2021 auszusetzen.
Im Januar 2021 nahm das Berliner Denkmalamt das benachbarte ehemalige Institut für Hygiene und Mikrobiologie in die Denkmaldatenbank auf. Das führte schließlich dazu, dass das Landesdenkmalamt Berlin im August 2021 bekanntgab, mit der Initiative „Modellverfahren Mäusebunker“ und den involvierten Verwaltungen nach Umnutzungsmöglichkeiten für das Bauwerk suchen zu wollen. Am 25. Mai 2023 gab das Landesdenkmalamt Berlin bekannt, dass das Gebäude Denkmalschutz erhält und nachgenutzt werden soll.
Im September 2024 richteten verschiedene Stadtentwicklungsinitiativen auf dem Gelände das Festival für urbanes Wohlergehen aus, das sich über elf Tage hinweg mit der Nachnutzung des Mäusebunkers sowie der Erschließung urbanen Leerstands und Freiflächen im Allgemeinen widmete.